# السياحة في دولة جورجيا
السياحة في جورجيا هي عنصر متزايد الأهمية في اقتصاد البلاد. حيث أنها وظفت حوالي 158.500 شخصاً، وساهمت بنحو 6.7% من الناتج المحلي الإجمالي لجورجيا ووفرت 1.94 مليار دولار أمريكي من الإيرادات في 2015. وصل عدد الوافدين الدوليين إلى مستوى قياسي بلغ 9.3 مليون شخص في 2019. مع دخل النقد الأجنبي في الأرباع الثلاثة الأولى من العام الذي بلغ أكثر من 3 مليارات دولار أمريكي. تخطط الدولة لاستضافة 11 مليون زائر بحلول 2025 بإيرادات سنوية تصل إلى 6.6 مليار دولار أمريكي.
تؤثر نفقات الزوار الأجانب إلى جورجيا بدرجة كبيرة على ميزان المدفوعات، ويأتي حوالي 35.9% من عائدات تصدير السلع والخدمات في جورجيا من السياحة. يقيم السياح الدوليون لمدة 6.5 يوماً في المتوسط.
الهيئة الوطنية للسياحة هي الهيئة الرسمية المكلفة بالترويج للسياحة في جورجيا. شاركت الهيئة الوطنية للسياحة في 21 معرضاً سياحياً دولياً ومحلياً، وأجرت حملات تسويقية في 16 سوقاً مستهدفة، واستضافت 99 رحلة صحفية وتعريفية في 2016.

## الإقامة

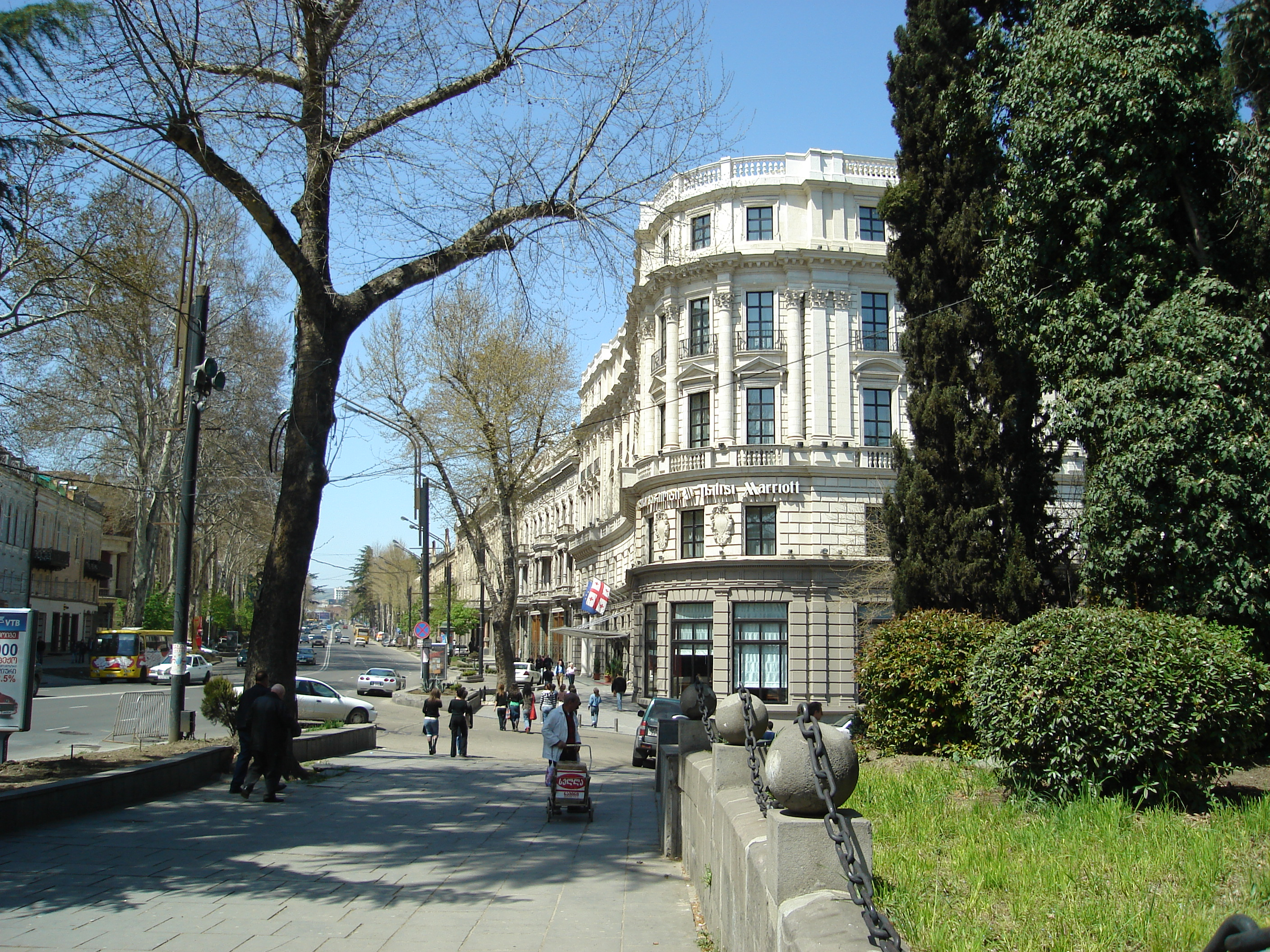
فندق ماريوت تبليسي

كان هناك إجمالي 1945 وحدة إقامة مسجلة في قاعدة بيانات الهيئة الوطنية للسياحة اعتباراً من أغسطس 2017، بإجمالي 65,656 سريراً. وشملت المناطق ذات أكبر عدد من الأسرة: تبليسي - 17796 (27.1 %) وأجاريا - 12126 (18.5%). الشكل الأكثر انتشاراً للإقامة هو الفنادق (41,123 سريراً)، تليها الفنادق العائلية (11,374 سريراً). افتُتح 60 فندقًا جديداً في 2017، بإجمالي عدد أسرة يبلغ 3,894 سريراً. ومن المقرر افتتاح 194 فندقاً بإجمالي عدد أسرة يبلغ 21,216 سريراً خلال 2017-2019.
تشمل سلاسل الفنادق التي تعمل في جورجيا: فنادق ومنتجعات ماريوت، لو ميريديان، كورتيارد باي ماريوت، ميركيور، فنادق ميلينيوم، فنادق ومنتجعات هيلتون، هوليداي إن، فنادق ومنتجعات شيراتون، وفنادق راديسون.
تتميز باطوم بالعديد من الكازينوهات التي تجذب السياح من تركيا، حيث أن المقامرة في الكازينوهات غير قانونية بها.